# Marguerite Clayton

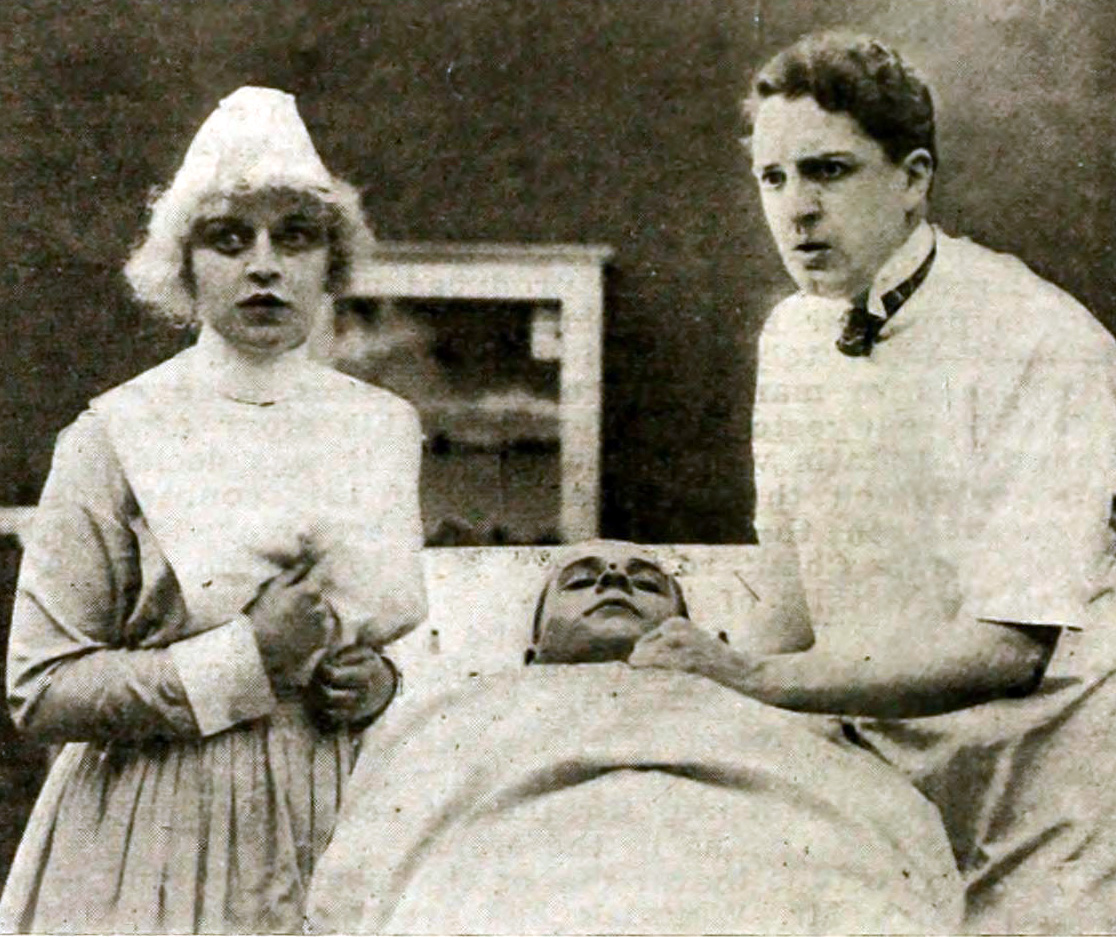
Clayton en The Promise Land (1916), con Bryant Washburn

Marguerite Clayton (12 de abril de 1891 – 20 de diciembre de 1968) fue una actriz cinematográfica estadounidense, activa en la época del cine mudo. 

## Biografía
Su verdadero nombre era Margaret Fitzgerald, y nació en Ogden, Utah. Debutó en el cine en 1913, a los 22 años de edad, en el film The Call of the Plains, un western, género en el que trabajó de manera habitual.
A lo largo de su carrera, que se extendió hasta 1928, rodó un total de unas 180 producciones, en muchas de las cuales tuvo la oportunidad de trabajar junto a Broncho Billy Anderson y Harry Carey.
En 1920 fue protagonista de un serial de aventuras rodado en 20 episodios, Bride 13, que fue dirigido por Richard Stanton.
Se retiró del cine en 1928. Su última actuación en la pantalla tuvo lugar en Inspiration, de Bernard McEveety, film producido por una pequeña compañía independiente, Excellent Pictures.
Marguerite Clayton falleció a causa de un accidente de tráfico en 1968 en Los Ángeles, California, a los 77 años de edad. Había estado casada con el Mayor general Victor Bertrandias, siendo enterrada junto a su marido en el Cementerio Nacional de Arlington.

## Filmografía completa

### 1913
- The Call of the Plains, de Arthur Mackley (1913)
- Hard Luck Bill (1913)
- Broncho Billy's Conscience, de Broncho Billy Anderson (1913)
- Bonnie of the Hills, de Lloyd Ingraham (1913)
- Broncho Billy Reforms, de Broncho Billy Anderson (1913)
- The Redeemed Claim, de Broncho Billy Anderson (1913)
- Why Broncho Billy Left Bear Country, de Broncho Billy Anderson (1913)
- The Belle of Siskiyou, de Lloyd Ingraham (1913)
- The Struggle, de Broncho Billy Anderson (1913)
- Love and the Law, de Lloyd Ingraham (1913)
- Broncho Billy's Oath, de Broncho Billy Anderson (1913)
- A Borrowed Identiy, de Lloyd Ingraham (1913)
- Broncho Billy Gets Square, de Broncho Billy Anderson (1913)
- Broncho Billy's Elopement, de Broncho Billy Anderson (1913)
- Greed for Gold, de Lloyd Ingraham (1913)
- The Doctor's Duty, de Broncho Billy Anderson (1913)
- The Rustler's Step-Daughter, de Lloyd Ingraham (1913)
- Broncho Billy's Secret, de Broncho Billy Anderson (1913)
- The Last Laugh, de Jess Robbins (1913)
- The Cowboy Samaritan, de Lloyd Ingraham (1913)
- Broncho Billy's First Arrest, de Broncho Billy Anderson (1913)
- Broncho Billy's Squareness, de Broncho Billy Anderson (1913)
- The Three Gamblers, de Broncho Billy Anderson (1913)
- Broncho Billy's Christmas Deed, de Broncho Billy Anderson (1913)

### 1914
- The Hills of Peace, de Lloyd Ingraham (1914)
- Snakeville's New Doctor, de Broncho Billy Anderson (1914)
- Broncho Billy, Guardian, de Broncho Billy Anderson (1914)
- Broncho Billy and the Bad Man, de Broncho Billy Anderson (1914)
- Broncho Billy and the Settler's Daughter, de Broncho Billy Anderson (1914)
- The Calling of Jim Barton, de Broncho Billy Anderson (1914)
- The Warning, de Lloyd Ingraham (1914)
- The Interference of Broncho Billy, de Broncho Billy Anderson (1914)
- Broncho Billy's True Love, de Broncho Billy Anderson (1914)
- The Treachery of Broncho Billy's Pal, de Broncho Billy Anderson (1914)
- Broncho Billy and the Rattler, de Broncho Billy Anderson (1914)
- Broncho Billy-Gun-man, de Broncho Billy Anderson (1914)
- Broncho Billy's Close Call, de Broncho Billy Anderson (1914)
- Broncho Billy's Leap, de Broncho Billy Anderson (1914)
- A Snakeville Romance, de Jess Robbins (1914)
- Red Riding Hood of the Hills, de Broncho Billy Anderson (1914)
- Broncho Billy's Cunning, de Broncho Billy Anderson (1914)
- Broncho Billy's Duty, de Broncho Billy Anderson (1914)
- Broncho Billy and the Mine Shark, de Broncho Billy Anderson (1914)
- Broncho Billy, Outlaw, de Broncho Billy Anderson (1914)
- Broncho Billy's Jealousy, de Broncho Billy Anderson (1914)
- Broncho Billy and the Sheriff, de Broncho Billy Anderson (1914)
- Broncho Billy Puts One Over, de Broncho Billy Anderson (1914)
- Broncho Billy and the Gambler, de Broncho Billy Anderson (1914)
- The Squatter's Gal, de Broncho Billy Anderson (1914)
- Broncho Billy's Fatal Joke, de Broncho Billy Anderson (1914)
- Broncho Billy Wins Out, de Broncho Billy Anderson (1914)
- Broncho Billy's Wild Ride, de Broncho Billy Anderson (1914)
- Broncho Billy's Indian Romance, de Broncho Billy Anderson (1914)
- Broncho Billy, a Friend in Need, de Broncho Billy Anderson (1914)
- Broncho Billy Butts In, de Broncho Billy Anderson (1914)
- The Strategy of Broncho Billy's Sweetheart, de Broncho Billy Anderson (1914)
- Broncho Billy, Trapper, de Broncho Billy Anderson (1914)
- Broncho Billy and the Greaser, de Broncho Billy Anderson (1914)
- Broncho Billy-Favorite, de Broncho Billy Anderson (1914)
- Broncho Billy's Mission, de Broncho Billy Anderson (1914)
- Broncho Billy's Decision, de Broncho Billy Anderson (1914)
- The Tell-Tale Hand, de Broncho Billy Anderson (1914)
- Broncho Billy's Scheme, de Broncho Billy Anderson (1914)

### 1915
- When Legend and Honor Called (1915)
- Broncho Billy and the Escaped Bandit, de Broncho Billy Anderson (1915)
- Broncho Billy and the Claim Jumpers, de Broncho Billy Anderson (1915)
- Broncho Billy and the Sisters, de Broncho Billy Anderson (1915)
- When Love and Honor Called, de Broncho Billy Anderson (1915)
- Broncho Billy's Greaser Deputy, de Broncho Billy Anderson (1915)
- Broncho Billy's Teachings, de Broncho Billy Anderson (1915)
- Ingomar of the Hills, de Broncho Billy Anderson (1915)
- Andy of the Royal Mounted, de Broncho Billy Anderson (1915)
- The Face at the Curtain, de Broncho Billy Anderson (1915)
- His Wife's Secret, de Broncho Billy Anderson (1915)
- The Tie That Binds, de Broncho Billy Anderson (1915)
- His Regeneration, de Broncho Billy Anderson (1915)
- The Other Girl, de Broncho Billy Anderson (1915)
- The Bachelor's Burglar, de Broncho Billy Anderson (1915)
- Broncho Billy's Word of Honor, de Broncho Billy Anderson (1915)
- The Wealth of the Poor, de Broncho Billy Anderson (1915)
- Broncho Billy and the Land Grabber, de Broncho Billy Anderson (1915)
- Her Realization, de Broncho Billy Anderson (1915)
- The Little Prospector, de Broncho Billy Anderson (1915)
- Broncho Billy Well Repaid, de Broncho Billy Anderson (1915)
- The Bachelor's Baby, de Broncho Billy Anderson (1915)
- Broncho Billy's Surrender, de Broncho Billy Anderson (1915)
- Broncho Billy's Protege, de Broncho Billy Anderson (1915)
- Broncho Billy Steps In, de Broncho Billy Anderson (1915)
- Broncho Billy's Marriage, de Broncho Billy Anderson (1915)
- Her Return, de Broncho Billy Anderson (1915)
- Broncho Billy Begins Life Anew, de Broncho Billy Anderson (1915)
- Broncho Billy and the Lumber King, de Broncho Billy Anderson (1915)
- An Unexpected Romance, de Broncho Billy Anderson (1915)
- The Convict's Threat, de Broncho Billy Anderson (1915)
- Broncho Billy Misled, de Broncho Billy Anderson (1915)
- Broncho Billy, Sheepman, de Broncho Billy Anderson (1915)
- Suppressed Evidence, de Broncho Billy Anderson (1915)
- Broncho Billy Evens Matters, de Broncho Billy Anderson (1915)
- Broncho Billy's Cowardly Brother, de Broncho Billy Anderson (1915)
- The Black Heart (1915)
- The Birthmark (1915)
- It Happened in Snakeville, de Roy Clements (1915)
- A Christmas Revenge, de Broncho Billy Anderson (1915)
- A Daughter of the City, de E.H. Calvert (1915)

### 1916
- The House of Revelation (1916)
- Vultures of Society, de Arthur Berthelet y E.H. Calvert (1916)
- Beyond the Law, de E.H. Calvert (1916)
- The Intruder (1916)
- Unknown (1916)
- I Will Repay (1916)
- Putting It Over, de Charles Michelson (1916)
- The Promise Land, de Lawrence C. Windom (1916)
- According to the Code, de E.H. Calvert (1916)
- Worth While, de E.H. Calvert (1916)
- A Million for a Baby, de Harry Beaumont (1916)
- When Justice Won, de E.H. Calvert (1916)
- Twin Fates, de Harry Beaumont (1916)
- An Old-Fashioned Girl (1916)
- Lost, Twenty-Four Hours, de Lawrence C. Windom (1916)
- Borrowed Sunshine, de Lawrence C. Windom (1916)
- The Heart of Virginia Keep, de Richard Foster Baker (1916)
- The Prince of Graustark, de Fred E. Wright (1916)
- Not in the News, de Charles Ashley (1916)
- The Egg (1916)
- The Burning Band, de E.H. Calvert (1916)
- Dancing with Folly, de E.H. Calvert (1916)
- Wife in Sunshine, de E.H. Calvert (1916)

### 1917
- When the Man Speaks, de E.H. Calvert (1917)
- The Wide, Wrong Way, de E.H. Calvert (1917)
- The Sinful Marriage, de E.H. Calvert (1917)
- The Magic Mirror, de E.H. Calvert (1917)
- Shifting Shadows, de E.H. Calvert (1917)
- Desertion and Non-Support, de E.H. Calvert (1917)
- Ashes on the Hearthstone, de E.H. Calvert (1917)
- The Extravagant Bride, de E.H. Calvert (1917)
- The Vanishing Woman (1917)
- The Pulse of Madness, de E.H. Calvert (1917)
- The Pallid Dawn, de E.H. Calvert (1917)
- The Wifeless Husband, de E.H. Calvert (1917)
- Meddling with Marriage, de E.H. Calvert (1917)
- Pass the Hash, Ann, de Arthur Berthelet (1917)
- The Night Workers, de J. Charles Haydon (1917)
- The Clock Struck One, de Lawrence C. Windom (1917)
- The Rainbow Box, de Harry Beaumont (1917)
- The Long Green Trail, de Harry Beaumont (1917)
- Star Dust, de Fred E. Wright (1917)
- The Fable of All That Triangle Stuff As Sized Up by the Meal Ticket, de Richard Foster Baker (1917)
- Two-Bit Seats, de Lawrence C. Windom (1917)
- The Dream Doll, de Howard S. Moss (1917)

### 1918/1919
- Hit-the-Trail Holliday, de Marshall Neilan (1918)
- Inside the Lines, de David Hartford (1918)
- The Man of Bronze, de David Hartford (1918)
- The New Moon, de Chester Withey (1919)
- Bullin' the Bullsheviki, de Frank P. Donovan (1919)

### 1920/1921/1922
- Bride 13, de Richard Stanton (1920)
- The Pleasure Seekers, de George Archainbaud (1920)
- The Inside of the Cup, de Albert Capellani (1921)
- Forbidden Love, de Philip Van Loan (1921)
- Dangerous Toys, de Samuel R. Bradley (1921)
- Go Get 'Em Hutch, de George B. Seitz (1922)
- The Curse of Drink, de Harry O. Hoyt (1922)

### 1923
- Canyon of the Fools, de Val Paul (1923)
- Desert Driven, de Val Paul (1923)
- What Love Will Do, de Robert N. Bradbury (1923)
- Men in the Raw, de George Marshall (1923)

### 1924
- The Dawn of a Tomorrow, de George Melford (1924)
- The Circus Cowboy, de William A. Wellman (1924)
- Tiger Thompson, de B. Reeves Eason (1924)
- The Street of Tears, de Travers Vale (1924)
- Flashing Spurs, de B. Reeves Eason (1924)
- Idle Tongues, de Lambert Hillyer (1924)

### 1925/1926/1927/1928
- Barriers of the Law, de J.P. McGowan (1925)
- Straight Through, de Arthur Rosson (1925)
- The Bandit Tamer, de J.P. McGowan (1925)
- Wolf Blood, de George Chesebro y Bruce M. Mitchell (1925)
- Sky High Corral, de Clifford Smith (1926)
- The Palm Beach Girl, de Erle C. Kenton (1926)
- The Power of the Weak, de William James Craft (1926)
- Twin Flappers (1927)
- Inspiration, de Bernard McEveety (1928)